# USS Noa (DD-841)
Pour les autres navires du même nom, voir USS Noa.
L'USS Noa (DD-841) est un destroyer de classe Gearing mis en service dans l'United States Navy peu après la Seconde Guerre mondiale. Il est le second navire nommé en l'honneur de l'aspirant Loveman Noa (en) (1878–1901).
Sa quille est posée le 26 mars 1945 au chantier naval Bath Iron Works de Bath dans le Maine. Il est lancé le 30 juillet 1945 et mis en service le 2 novembre 1945.
Le Noa a servi comme unité des forces de récupération de la mission Gemini 8 en mars 1966.